# ميهاي تاراراتشي
ميهاي تاراراتشي (بالرومانية: Mihai Tararache)‏ (25 أكتوبر 1977 ببوخارست في رومانيا - ) هو لاعب كرة قدم روماني في مركز الوسط. شارك مع منتخب رومانيا لكرة القدم. أما مع النوادي، فقد لعب مع دينامو بوخارست ونادي دويسبورغ ونادي زيورخ ونادي غراسهوبر زيوريخ وغلوريا بيستريتسا ‏.

## مسيرته الكروية
لعب ميهاي تاراراتشي خلال مسيرته الاحترافية مع 5 أندية في تسعة عشر موسمًا وسجل خلالها 25 هدفًا ضمن 398 مباراة. حيث فاز في موسمين بالكأس وفي ثلاثة مواسم بالدوري.
خاض ميهاي تاراراتشي مسيرته مع غلوريا بيستريتسا ‏ في موسم 1993–94 ولمدة موسمين، مشاركًا في 7 مباريات ولم يسجل أي هدف. ثم انتقل إلى نادي دينامو بوخارست في موسم 1994–95 ليلعب معه أربعة مواسم، حيث شارك في 87 مباراة سجل خلالها 7 أهداف. لينتقل بعدها إلى نادي غراسهوبر زيوريخ في موسم 1998–99 ليلعب معه ستة مواسم، مشاركًا في 157 مباراة سجل خلالها 6 أهداف. ثم انتقل إلى نادي زيورخ في موسم 2004–05 ولمدة موسمين، مشاركًا في 44 مباراة سجل خلالها هدفين. هذا وانتقل لاحقًا إلى نادي دويسبورغ في موسم 2005–06 ليلعب معه خمسة مواسم، مشاركًا في 103 مباراة سجل خلالها 10 أهداف.

## روابط خارجية
- ميهاي تاراراتشي على موقع قاعدة بيانات كرة القدم.إي يو (الإنجليزية)
- ميهاي تاراراتشي على موقع بيانات كرة القدم. دي إي (الألمانية)
- ميهاي تاراراتشي على موقع ناشيونال فوتبول تيمز (الإنجليزية)
- ميهاي تاراراتشي على موقع عالم كرة القدم.نت (الإنجليزية)